# راجر پلکستون
راجر پلکستون (انگلیسی: Roger Plaxton; ۶ فوریهٔ ۱۹۰۴ – ۲۰ دسامبر ۱۹۶۳) بازیکن هاکی روی یخ اهل کانادا بود.